# Episodi di Shameless (serie televisiva 2004) (sesta stagione)
La sesta stagione della serie televisiva Shameless, composta da 16 episodi, è stata trasmessa in prima visione assoluta nel Regno Unito da Channel 4 dal 27 gennaio al 12 maggio 2009.
In Italia la stagione è inedita.
| nº | Titolo originale               | Titolo italiano | Prima TV UK      | Prima TV Italia |
| -- | ------------------------------ | --------------- | ---------------- | --------------- |
| 1  | Remember Me                    |                 | 27 gennaio 2009  |                 |
| 2  | Trouble in Paradise            |                 | 3 febbraio 2009  |                 |
| 3  | All Rise                       |                 | 10 febbraio 2009 |                 |
| 4  | Loving Wife                    |                 | 17 febbraio 2009 |                 |
| 5  | Miscarriage of Marriage        |                 | 24 febbraio 2009 |                 |
| 6  | Breaking Point                 |                 | 3 marzo 2009     |                 |
| 7  | Always Leave Them Wanting More |                 | 10 marzo 2009    |                 |
| 8  | Damaged                        |                 | 17 marzo 2009    |                 |
| 9  | The Darkest Hour               |                 | 24 marzo 2009    |                 |
| 10 | To the Future                  |                 | 31 marzo 2009    |                 |
| 11 | Powerless                      |                 | 7 aprile 2009    |                 |
| 12 | Cold Turkey                    |                 | 14 aprile 2009   |                 |
| 13 | What About Me?                 |                 | 21 aprile 2009   |                 |
| 14 | Haunted by the Past            |                 | 28 aprile 2009   |                 |
| 15 | Confession                     |                 | 5 maggio 2009    |                 |
| 16 | It's Over                      |                 | 12 maggio 2009   |                 |